# Super Bowl XLVI

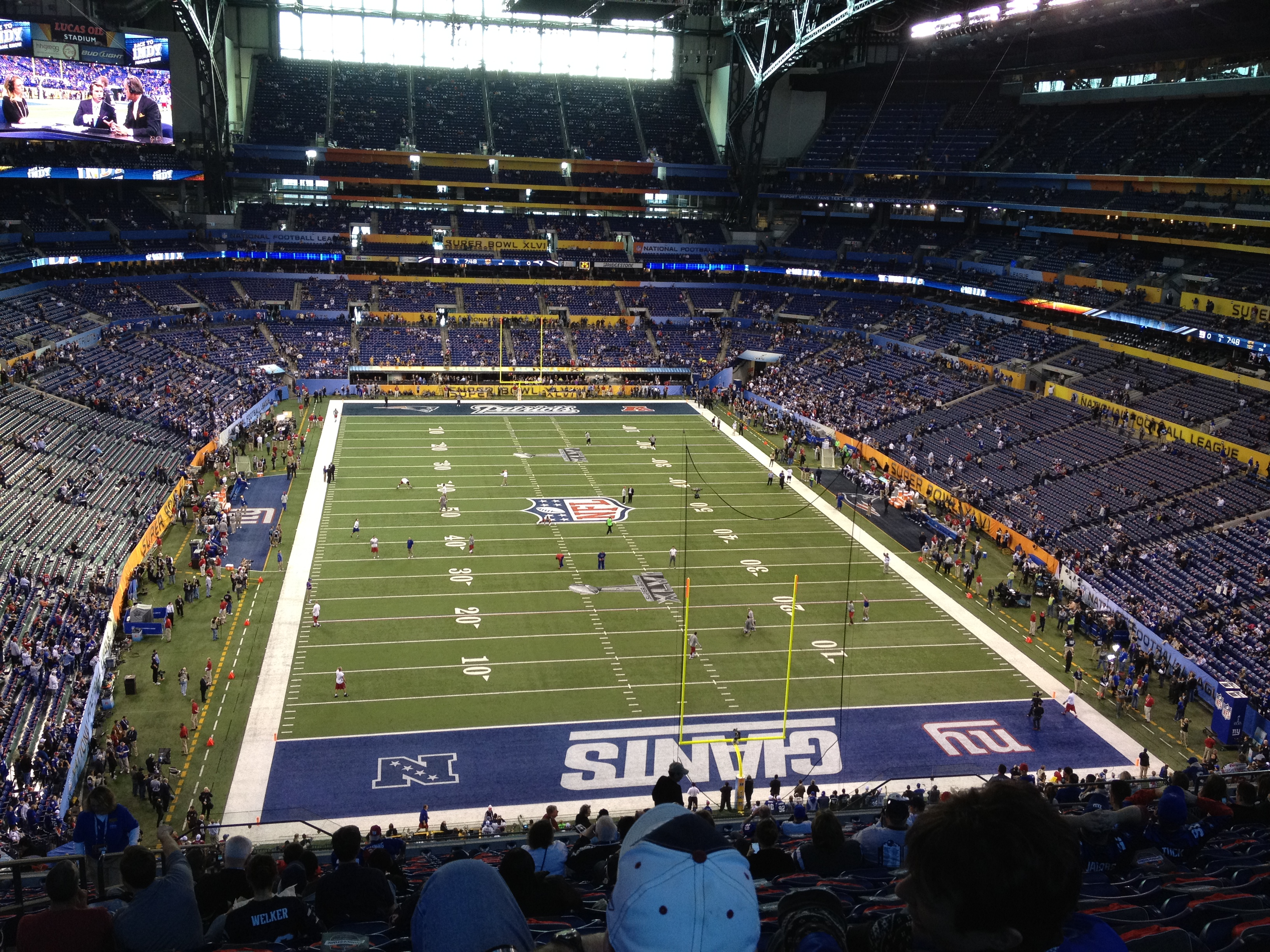
O Lucas Oil Stadium, após a abertura dos portões para a partida do Super Bowl XLVI.

No Super Bowl XLVI, a grande final da temporada regular da National Football League, a liga profissional de futebol americano dos Estados Unidos, foi uma partida disputada entre os campeões da NFC e da AFC, que decidiu o título de campeão da temporada da NFL de 2011. A partida foi realizada em Indianápolis, Indiana no Lucas Oil Stadium, em 5 de fevereiro de 2012, entre o New York Giants e o New England Patriots. O tradicional show do intervalo foi feito pela cantora pop Madonna.
O New York Giants acabou vencendo o Super Bowl XLVI pelo placar de 21 a 17. O time de Nova Iorque foi o time de pior campanha a vencer um Super Bowl (9 vitórias e 7 derrotas durante o ano). Os Patriots tiveram uma campanha de treze vitórias e três derrotas durante o ano e estavam buscando levantar seu quarto troféu de Super Bowl. Este jogo foi uma repetição do Super Bowl XLII, onde os Giants também ganharam, estragando o que seria a temporada perfeita do New England em 2007. Os Giants e os Patriots já tinham se enfrentado na Semana 9 alguns meses antes, com o time de Nova Iorque também vencendo por 24 a 20.
Os Giants começaram na frente do placar com 9 a 0 no primeiro quarto de Super Bowl XLVI antes dos Patriots marcarem dezessete pontos seguidos para assumir a liderança por 17 a 9 no terceiro quarto. Mas Giants evitaram que os Patriots marcassem novamente e então chutaram dois field goals para encurtar a liderança para 17 a 15. New York então fez um drive de 88 jardas que terminou em um touchdown de seis jardas pelo running back Ahmad Bradshaw faltando 57 segundos no relógio. Eli Manning, que completou 30 de 40 passes para 296 jardas, um touchdown e nenhuma interceptação, sendo nomeado como o MVP do Super Bowl pela segunda vez na carreira. Ele se tornou o terceiro quarterback consecutivo a ganhar tal prêmio após Aaron Rodgers no Super Bowl XLV e Drew Brees no Super Bowl XLIV. Ele também se tornou o primeiro quarterback dos Giants a ser titular e vencer dois campeonatos desde Ed Danowski em 1938.
A transmissão da NBC quebrou o então recorde de programa mais assistido na televisão dos Estados Unidos até então, que pertencia a edição anterior do Super Bowl. O Super Bowl XLVI foi assistido em média por 111,3 milhões de espectadores nos Estados Unidos para uma audiência total de 166,8 milhões, de acordo com a Nielsen Company, o que significava que metade da população americana assistiu pelo menos uma parte da partida. O jogo também quebrou o recorde de mais tweets feitos por segundo num evento esportivo, com 13,7 milhões de tweets de 15h até 20h (PST).

## Resumo das pontuações
| Quarto          | Tempo no relógio | Time                 | Pontuação | Giants | Patriots |
| --------------- | ---------------- | -------------------- | --- | ------ | -------- |
| 1               | 9:00             | New England Patriots | Safety (Tom Brady faz um passe incompleto dentro do pocket para nenhum recebedor dentro de sua própria endzone. Falta de intentional grounding contra NE, que caracteria um safety para NY) | 2      | 0        |
| 1               | 3:29             | New York Giants      | Touchdown (Passe de duas jardas de Eli Manning para Victor Cruz); ponto extra é bom | 9      | 0        |
| 2               | 13:52            | New England Patriots | Gostkowski chuta um field goal de 29 jardas | 9      | 3        |
| 2               | 0:15             | New England Patriots | Touchdown (T.Brady faz um passe de 4 jardas para Woodhead); ponto extra é bom | 9      | 10       |
| Intervalo       | Intervalo        | Intervalo            | Intervalo | 9      | 10       |
| 3               | 11:25            | New England Patriots | Touchdown (Pase de 12 yardas de Tom Brady al jugador Aaron Hernandez); ponto extra é bom | 9      | 17       |
| 3               | 6:47             | New York Giants      | Lawrence Tynes chuta um field goal de 38 jardas | 12     | 17       |
| 3               | 0:40             | New York Giants      | Tynes chuta um field goal de 33 jardas | 15     | 17       |
| 4               | 1:04             | New York Giants      | Touchdown (Bradshaw corre para um TD de 6 jardas); Conversão de dois pontos falha | 21     | 17       |
| Pontuação final | Pontuação final  | Pontuação final      | Pontuação final | 21     | 17       |